# Xournal
Xournal ist ein Programm zum Erstellen von Notizen und Ergänzen bestehender PDF-Dateien mit solchen. Es wurde für Linux und andere Plattformen mit GTK+-Unterstützung geschrieben. Vergleichbare Programme sind Jarnal, Gournal und Windows Journal. Es wurde für die Bedienung mit einem Eingabestift oder Maus und Tastatur konzipiert.

## PDF-Anmerkungen
Mit Xournal lassen sich PDF-Dateien farblich wie mit einem Textmarker markieren sowie durch Text, handschriftliche Anmerkungen und Zeichnungen ergänzen. Zur Darstellung der PDF-Dateien verwendet Xournal die Poppler-Programmbibliothek. Die PDF-Inhalte werden dabei zu unveränderbaren Hintergrundbildern.
Die Bemerkungen können nachfolgend separat vom PDF zur weiteren Bearbeitung im nativen Xournal-Dateiformat gespeichert werden. Die PDF-Datei bleibt dabei unverändert bestehen und wird weiterhin zur Darstellung benötigt. Alternativ können alle Inhalte in einer neuen PDF-Datei gespeichert werden, wobei die existierenden Anmerkungen nachfolgend nicht mehr verändert werden können.
Mit Xournal++ gibt es eine in C++ neu geschriebene Version von Xournal. Dieses Speicherformat erlaubt eine bessere Erkennung und Verarbeitung von handschriftlichen Annotationen in einer Prozesskette, weil die geladene Hintergrund-PDF und die gezeichneten Linien und Markierungen in dem PDF als separate Dokumentelemente verfügbar sind. Diese getrennte Speicherung der Annotationen und dem beschrifteten PDF-Hintergrund vermeidet einen aufwändigen Vorverarbeitungsschritt im Vergleich zu handschriftlichen Annotation, die aufwändig aus gescanned Documenten vom Hintergrund extrahiert werden müssen.

## Anwendung im Bildungsbereich
- Im Bildungskontext können eingesendete PDF-Dokumente von Studierenden durch Dozenten bzw. Tutoren mit Anmerkungen versehen und die korrigierten Versionen wieder an die Studierenden zurückgesendet werden. PDF-Versionen von Master- und Bachelorarbeiten können analog bearbeitet und korrigiert werden.
- PDF-Versionen von Vorlesungsskripten als Open Educational Resources (OER) können von Studierenden kommentiert werden, wobei persönliche Anmerkungen verwendet werden, damit die Studierenden hilfreiche persönliche Anmerkungen zum bereitgestellten PDF-Dokument hinzufügen.